# Mixed Hockey Club HDL
Mixed Hockey Club HDL is een hockeyvereniging uit Heeswijk-Dinther in de Nederlandse provincie Noord-Brabant. De hockeyclub is opgericht op 10 oktober 1978.
Het terrein is gevestigd aan Steen en Stokstraat in Heeswijk Dinther. In het seizoen 2012/13 spelen beide standaardteams in de reserveklasse van de KNHB.